# Kilikia (piwo)
Kilikia – marka armeńskiego piwa produkowanego przez koncern Beer of Yerevan w Erywaniu.
Piwo warzone jest tradycyjnymi metodami ze słodu i chmielu uprawianych specjalnie na potrzeby tej marki.
Produkowane odmiany:
- Kilikia - lager z wyczuwalnym w smaku chmielem, słodem i chlebowością, z nutami cytrusowymi[2],
- Cilicia Light,
- Kilikia 11,
- Kilikia Youth,
- Kilikia Celebratory,
- Kilikia Jubilee,
- Kilikia Elitar,
- Kilikia Dark - piwo marcowe o miedzianej barwie[3],
- Hayer,
- 1952.